# カントリー・ダンス

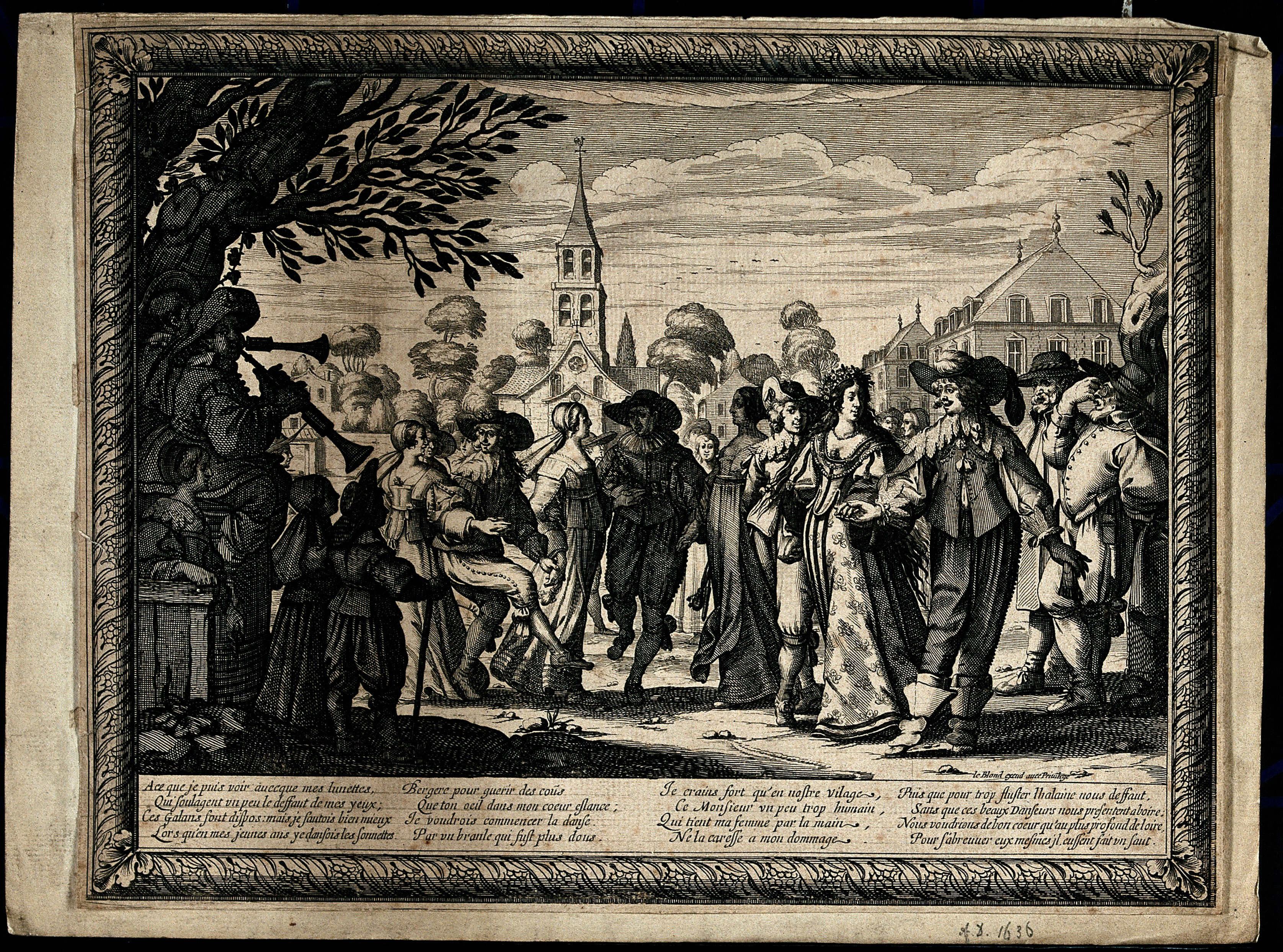
村のカントリー・ダンスの様子
（1633年）

カントリー・ダンス（英：country dance）は、17世紀から18世紀にイングランドで流行した民族舞踊。
舞踊の起源は諸説あり、少なくとも17世紀前半にはその原型と呼べるものがイングランドで踊られていた。名前の起源は、カントリー・ハウス（領主の館）で踊られたことに由来するとされている。
男女が一直線になり、2列縦隊で相対する踊り方はロングウェイと呼ばれる。このロングウェイは身分の高い順に並ぶのが決まりになっている。他にラウンドと呼ばれる円形になって踊る形がある。
カントリー・ダンスに関する著作物では、1650年に出版されたジョン・プレイフォードの「The English Dancing Master」が特に有名（第2版以降は「The Dancing Master」にタイトルが変更されている）。この本は初版が発行された後、第7版まではジョン・プレイフォードが出版し、その後、第18版（1728年）までは息子のヘンリーが出版している。17世紀末にフランス宮廷に紹介され、それ以後大陸ではコントルダンスとして普及する。
20世紀後半には、映画『アーバン・カウボーイ』(1980)のヒットをきっかけに、カントリー・ダンスに再度注目が集まった。ドワイト・ヨーカムの「Crazy Little Thing Called Love」（クイーンの「愛という名の欲望」）や、ビッグ&リッチの「セイヴ・ア・ホース」、シャナイア・トゥエインの「エニィ・マン・オブ・マイン」、ビリー・レイ・サイラスの「エイキー・ブレイキー・ハート」、トレイシー・バードの「ウォーター・メロン・クロウル」 などが、ライン・ダンスの人気曲としてあげられる。またカウボーイ・トロイ（Cowboy Troy）のように、MVの中で踊られているステップを公開しているアーティストもいる。